# Apagón de comunicaciones

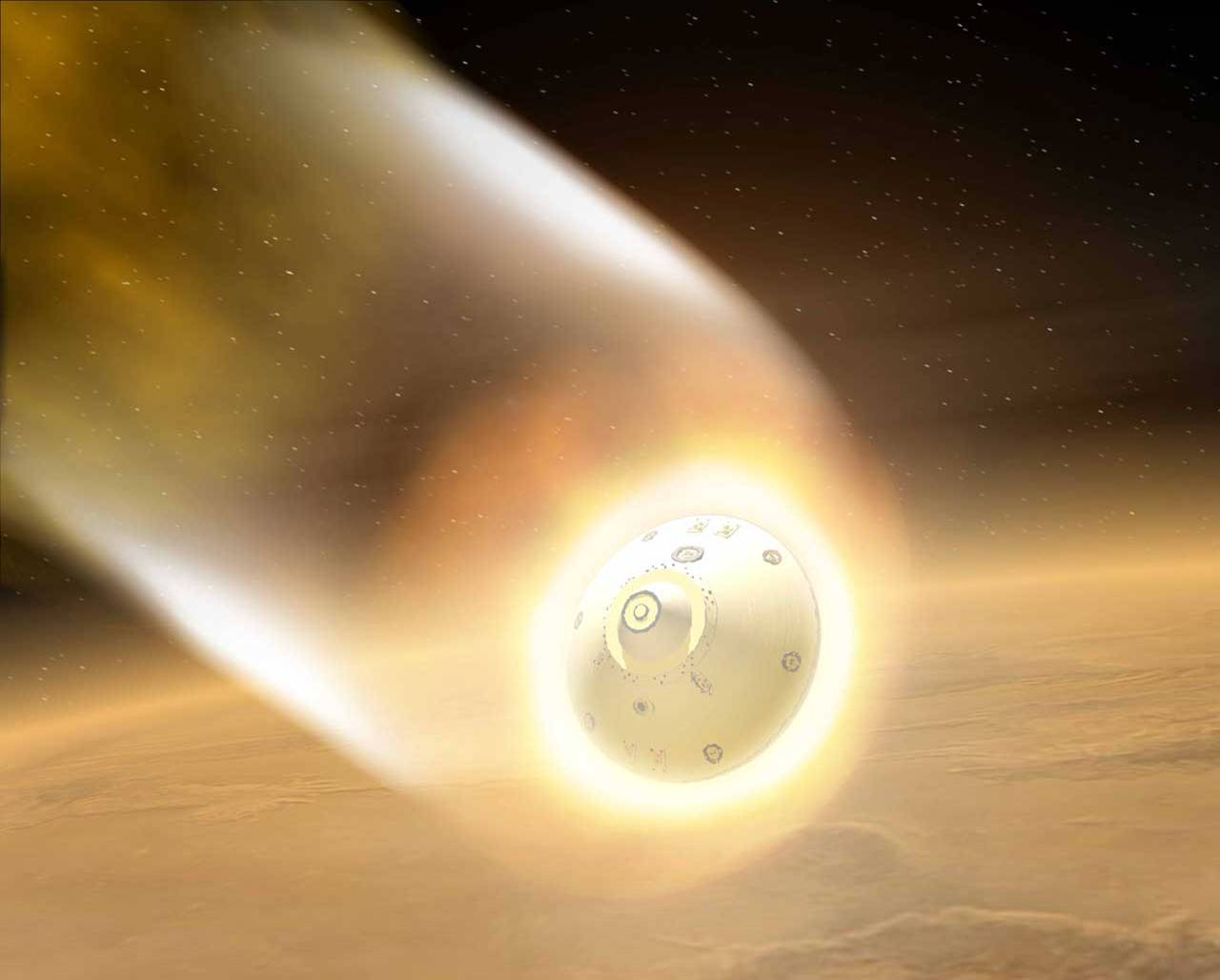
Gas ionizado creado en torno a una nave espacial que entra en la atmósfera (representación artística).

En telecomunicaciones, los apagones de comunicaciones son:
- un cese de las comunicaciones o de la capacidad de comunicaciones, causado por la falta de energía en una instalación de comunicaciones o en un equipo de comunicaciones.
- una falta total de capacidad de comunicación por radio, causada por anomalías ionosféricas, por ejemplo, durante una fuerte actividad auroral o durante el reingreso de una nave espacial a la atmósfera terrestre.

## Fallos técnicos
Como el tiempo de actividad es un objetivo clave de la mayoría de las redes de comunicaciones, las fuentes de alimentación y los generadores de respaldo se suelen utilizar para garantizar una energía de alta confiabilidad.
Las redes inalámbricas pueden estar sujetas a interferencias de radio; Las redes cableadas pueden cortarse físicamente. El diseño de la red también puede desempeñar un papel en el mantenimiento de la confiabilidad de las comunicaciones; Dependiendo de las limitaciones en la construcción de una red de fibra óptica, se puede utilizar una topología de anillo autorreparable.

## Reingreso de naves espaciales
Los apagones de comunicaciones que afectan a las naves espaciales que reentran en la atmósfera terrestre, que también se conocen como apagones de radio, apagones por ionización o apagones de reentrada, son causados por una envoltura de aire ionizado alrededor de la nave, creada por el calor de la compresión de la atmósfera. por la artesanía. El aire ionizado interfiere con las señales de radio. En el caso de las naves espaciales Mercury, Gemini y Apolo, estos cortes de comunicaciones duraron varios minutos. Gemini 2, por ejemplo, soportó un apagón de este tipo durante cuatro minutos, comenzando a los 9 minutos y 5 segundos del descenso.
Para las misiones Apolo, el corte de comunicaciones duró aproximadamente tres minutos. Para el Apolo 16, por ejemplo, los datos de aviso previo (PAD) para el reingreso enumeraron los tiempos esperados para el apagón de las comunicaciones de reingreso desde 0 minutos 16 segundos después de la interfaz de entrada hasta 3 minutos 33 segundos después de la interfaz de entrada (un total de 3 minutos 17 segundos). Para la misión Apolo 13, el apagón fue mucho más largo de lo normal porque la trayectoria de vuelo de la nave espacial estaba inesperadamente en un ángulo mucho menor de lo normal. Según el registro de la misión mantenido por Gene Kranz, el apagón de reingreso del Apolo 13 duró alrededor de 6 minutos, comenzando a las 142:39 y terminando a las 142:45, y fue 1 minuto y 27 segundos más de lo previsto.
Los apagones de comunicaciones para el reingreso no se limitan únicamente a la entrada a la atmósfera de la Tierra. Se aplican a la entrada a cualquier atmósfera donde se produzca dicha ionización alrededor de una nave. El Mars Pathfinder sufrió un apagón de comunicaciones de 30 segundos cuando entró en la atmósfera de Marte, por ejemplo. La Sonda Huygens sufrió un corte de comunicaciones cuando entró en la atmósfera de Titán.
Hasta la creación del Sistema de Seguimiento y Retransmisión de Datos por Satélite (TDRSS), el transbordador espacial sufrió un apagón de 30 minutos. El TDRSS permitió que el transbordador se comunicara por retransmisión con un satélite de seguimiento y retransmisión de datos durante el reingreso, a través de un "agujero" en la envoltura de aire ionizado en el extremo trasero de la nave, creado por la forma del transbordador.

## Clima espacial
La Oficina Nacional de Administración Oceánica y Atmosférica mide los apagones de radio en la Tierra causados por erupciones solares en una escala de 1 (menor) a 5 (extremo).

## Posición solar
Las comunicaciones también pueden perderse cuando el Sol está bloqueando o detrás de una estación en la misma línea de visión; Los apagones solares interrumpen periódicamente las comunicaciones con los satélites geosincrónicos. También es un problema común en las misiones espaciales interplanetarias.